# Przeciw Afobosowi o fałszywe zeznania
Przeciw Afobosowi o fałszywe zeznania stgr. πρὸς Ἄφοβον ὑπὲρ Φάνου Ψευδομαρτυριῶν – trzecia chronologicznie mowa Demostenesa, wygłoszona w związku z procesem rozpoczętym w 362 roku p.n.e. 
W 362 roku p.n.e. odbył się proces pomiędzy Demostenesem a Afabosem. Debiutujący mówca oskarżył w nim swego prawnego opiekuna o zagarnięcie części jego ojcowskiego spadku, zachowały się z niego dwie jego mowy: mowa oskarżycielska i odpowiedź na replikę Afabosa. Proces zakończył się zwycięstwem Demostenesa, na Afobosa nałożono nakaz zwrotu zatrzymanego mienia. Nie podporządkował się on jednak od razu decyzjom dikasterionu. Stwierdził mianowicie, iż majątek został zdefraudowany przez Milyasa, który nim zarządzał. Afabos zażądał, by Milyasa, jako niewolnika, poddać torturom w celu wydobycia zeznań.
W tych okolicznościach Demostenes wygłosił mowę Przeciw Agabosowi o fałszywe zeznania. Argumentował w niej, że Milyas został wyzwolony przez jego ojca. Nie jest więc niewolnikiem i nie może podlegać torturom. Wysłuchawszy argumentów Demostenesa sędziowie zdecydowali o zajęciu posesji Afabosa, aby młodzieniec mógł uzyskać z nich swój spadek. Sprawa nie zakończyła się z tym werdyktem, włączył się do niej Onetor, który stwierdził, iż zajęte nieruchomości, należą – jako część posagu – do jego siostry, rozwiedzionej z Afabosem. Argumenty te zbijał Demostenes w Pierwszej i Drugiej mowie przeciw Onetorowi.